# Zaječov
Zaječov är en ort i Tjeckien.   Den ligger i regionen Mellersta Böhmen, i den centrala delen av landet, 50 km sydväst om huvudstaden Prag. Zaječov ligger 456 meter över havet och antalet invånare är 1 341.
Terrängen runt Zaječov är kuperad åt sydost, men åt nordväst är den platt.  Trakten runt Zaječov är nära nog obefolkad, med mindre än två invånare per kvadratkilometer. Närmaste större samhälle är Příbram, 15,4 km sydost om Zaječov. I omgivningarna runt Zaječov växer i huvudsak blandskog.